# Pierre-Gustave Roze
Pour les articles homonymes, voir Roze.
Pierre-Gustave Roze, né le 20 novembre 1812 à Toulon et mort le 27 novembre 1883 à Paris, est un amiral français.

## Biographie

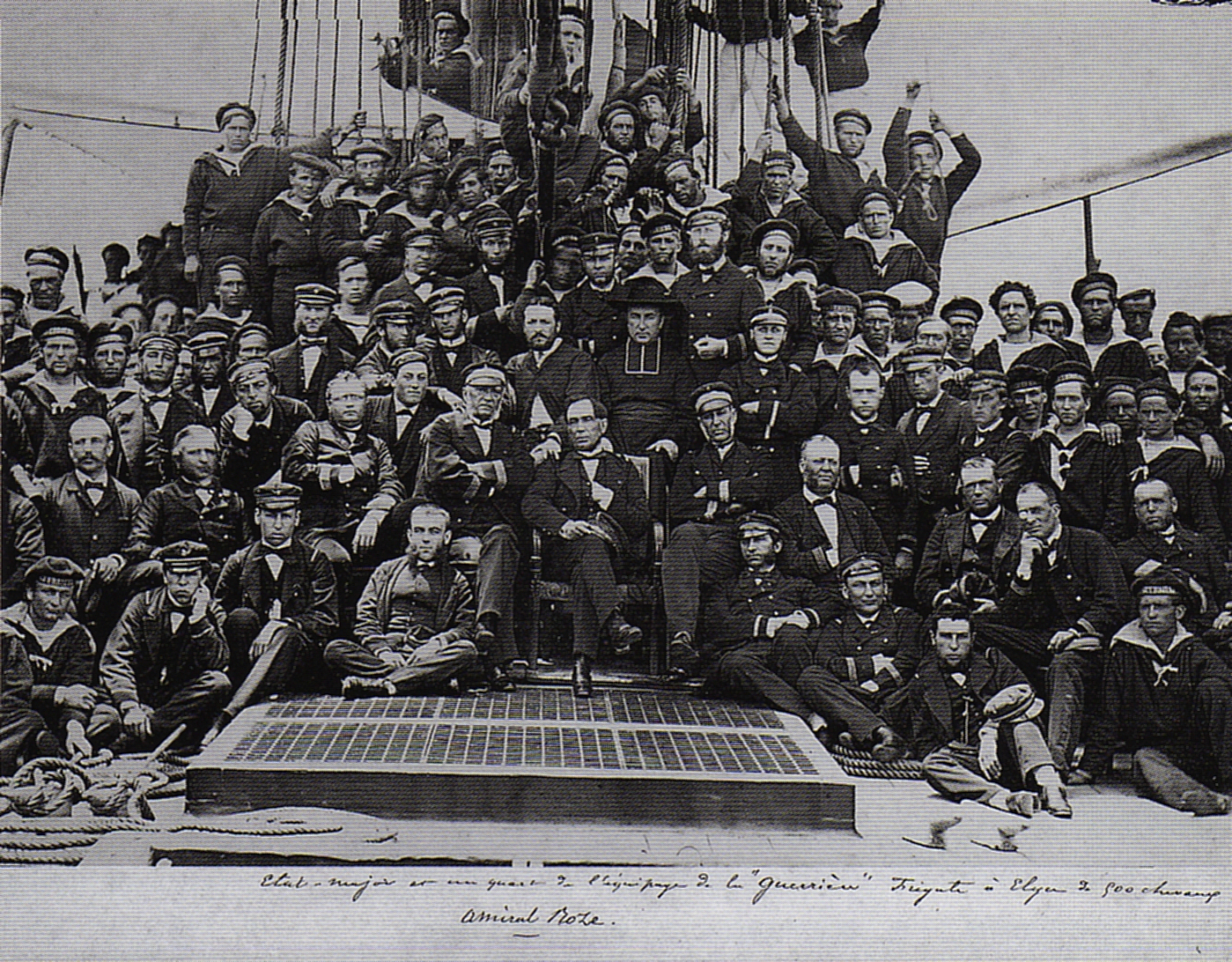
L'amiral Roze (au centre) sur le pont de La Guerrière avec l'état-major et un quart de son équipage vers 1865.

Pierre-Gustave Roze est admis en novembre 1826 au Collège de marine d'Angoulême et, à la suppression de celui-ci, à l'École navale de Brest sur l'Orion. Aspirant de 2e classe en octobre 1827, il fait campagne en Méditerranée sur la Constance et le Palinure (1828). Aspirant de 1re classe en juillet 1829, il sert sur l'Alcyone et participe à l'expédition d'Alger sur la Circé. Toujours en Méditerranée sur le Ducouédic en 1831, il est promu enseigne de vaisseau en janvier 1832 et passe alors sur la Saône dans l'Atlantique puis revient servir à terre à Toulon (1834-1835).
Officier de manœuvre sur la Galatée en Méditerranée en février 1836, il passe en janvier 1837 sur la frégate la Médée avec laquelle il prend part à l'expédition du Mexique dans la division de l'amiral Baudin. Roze se distingue en novembre 1838 à l'attaque de Saint-Jean d'Ulloa et à la prise de Veracruz où il commande la compagnie de débarquement de sa frégate. Lieutenant de vaisseau en février 1839, officier de manœuvre sur le Neptune en Méditerranée, il sert alors en escadre sur le Jemmapes (1842), le Gassendi (1843) et le Marengo (1844). Nommé en août 1844 chef d'état-major de la division du Levant sur la Minerve puis sur le Triton (1846) et l'Inflexible (1847), il devient en septembre 1847 aide de camp de l'amiral Parseval-Deschênes à Toulon.
Capitaine de frégate en décembre 1848, second de la Psyché en Adriatique en 1849 puis du Jemmapes en Méditerranée en 1850, il reçoit en novembre 1852 le commandement de la corvette à vapeur le Titan avec laquelle il prend part l'année suivante aux opérations sur les côtes de Kabylie. Commandant en août 1855 la frégate à vapeur Gomer, il exerce les fonctions de capitaine de pavillon et de chef d'état-major de l'amiral Jacquinot, commandant la division du Levant.
Capitaine de vaisseau en novembre 1856, commandant en février 1858 l'Isly, il prend part aux opérations provoquées en Méditerranée par la campagne d'Italie. Membre adjoint du Conseil d'amirauté en décembre 1859, il commande en 1861 la Guerrière puis le Masséna comme capitaine de pavillon de Jurien de la Gravière au Mexique. En février 1862, il est nommé commandant supérieur des forces navales françaises dans le golfe du Mexique et, en juin, commandant en chef de la division navale du Mexique, fonctions dans lesquelles il se distingue en particulier lors d'une grave épidémie de fièvre jaune.
Contre-amiral en juillet 1862, major général à Cherbourg en mars 1863, il est nommé en janvier 1865 gouverneur de la Cochinchine française et commandant de la division navale avec pavillon sur le Duperré et mérite en janvier 1866 un témoignage de satisfaction du ministre. En novembre 1865, il est nommé commandant en chef de la division navale des mers de Chine et du Japon avec pavillon sur la Guerrière. Il est connu pour avoir commandé une expédition navale contre la Corée en 1866. Après celle-ci, Roze et son escadre retourne au Japon où il participe à l'accueil de la première mission militaire française au Japon (1867-1868) dans le port de Yokohama le 13 janvier 1867. Membre du Conseil d'amirauté en 1868, vice-amiral en mai 1869, Roze est nommé en juin préfet maritime de Cherbourg.
Lors de la guerre contre la Prusse en 1870, il organise les lignes de défense de Carentan qui barrent efficacement à l'ennemi la route du Cotentin et sauve cette région de l'invasion. Revenu en juin 1871 au Conseil d'amirauté, il reçoit en septembre 1875 le commandement en chef de l'escadre de la Méditerranée avec pavillon sur le Magenta, puis après l'incendie de ce cuirassé, sur la Thétis, la Revanche et le Richelieu. Vice-président du Conseil d'amirauté en octobre 1876, membre de la Commission de défense des côtes, il quitte le service actif en novembre 1877 et meurt à Paris en novembre 1883. Il est enterré au cimetière central de Toulon.

## Décorations
- Grand croix de la Légion d'honneur[3] le 21 novembre 1877.